# Klóthó
Klóthó (ve starořečtině Κλωθώ) je postava řecké mytologie, nejmladší ze tří bohyň osudu Moir. Klóthó („Předoucí“) nit osudu lidského života načíná, prostřední sestra Lachesis („Udělující“) nit měří a dále ji spřádá nebo svíjí, a nejstarší Atropos („Neodvratná“) nit přestřihuje.
Podle Hésioda je Klóthó dcerou Dia a Themidy. V jiných verzích jsou ale bohyně osudu dcerami bohyně osudové nutnosti Ananké, nebo i dcerami Nykty a Krona.
V římské mytologii je protějškem Klóthó bohyně Nona („Devátá“), která byla vzývána v 9. měsíci těhotenství a měla rozhodnout o osudu porodu.

## V biologii
Po bohyni Klóthó je pojmenován transmembránový protein klotho, objevený japonskými vědci v roce 1997, který mimo jiné ovlivňuje citlivost tkání na inzulín a určitou roli sehrává i ve stárnutí organizmu.